# Упередження авторитету
Упередження авторитету (упередження влади) — це схильність приписувати більшу точність думці авторитетної особи (незалежно від її змісту) і піддаватися більшому впливу цієї думки. Людина більшою мірою піддається впливу думки цієї авторитетної особи, вважаючи її погляди більш достовірними, а отже, приділяє більше уваги точці зору авторитетної особи та, швидше за все, підкоряється їй. Ця концепція вважається одним із соціальних когнітивних упереджень або колективних когнітивних упереджень.
Люди, як правило, мають глибоко вкорінений обов'язок перед авторитетом і схильні підкорятися, коли цього вимагає авторитет. Деякі вчені пояснюють, що люди мотивовані розглядати владу як таку, що заслуговує на їхнє становище, і ця легітимність спонукає людей приймати та виконувати рішення, які вона приймає. Теорія виправдання системи чітко формулює це явище, зокрема в межах своєї позиції про те, що існує психологічна мотивація для віри в стабільність, стабільність і справедливість поточної соціальної системи.
Упередження авторитету можна виміряти щодо поваги до влади, де більша повага до влади позитивно корелює з підвищеною ймовірністю прояву упередження авторитету. Повага до влади вимірюється за допомогою Індексу поваги до авторитету (Respect for Authority Index, RAI), який усереднює відповіді щодо поваги до поліції. Вищий бал за RAI свідчить про більшу повагу до влади, а отже, про посилення упередження авторитету.
Було виявлено культурні відмінності в силі упередження авторитету, у яких порівнювалися відмінності у редагуваннях статей Вікіпедії адміністраторами та звичайними користувачами на предмет точності.  У Західній Європі упередження має незначний ефект. У Східній Європі упередження є більшим, і правки адміністратора сприймаються як більш вірогідні (незважаючи на те, що редагування є неточними), що вказує на культурну різницю в мірі упередженні авторитету.

## Визначення
Упередження влади, термін, популяризований американським психологом Стенлі Мілґремом, визначається як невиправдано висока впевненість у вірі в те, що інформація, перевірена особою з офіційними повноваженнями, є правильною, а отже, індивід, ймовірно, зазнає більшого впливу від неї.  Вважається, що до осіб, які займають владні посади, ставляться більш прихильно, коли люди довіряють їхнім поглядам з більшою впевненістю, хоча сама лише роль влади не завжди є достатньо важливою, щоб безпосередньо впливати на прийняття рішень без використання цього явища у поєднанні з іншими евристичними методами та упередженнями.
Антонімом упередження влади є повна опозиція владі, ігнорування її знань і переконання, що авторитетні особи мають за своєю суттю неправдиві твердження. Це стосується точки зору антиавторитаризму.
Упередження авторитету має багато пояснень, які кореняться в людській потребі підкорятися авторитетам. А саме, упередження авторитету можна пояснити еволюційними та соціальними методами.

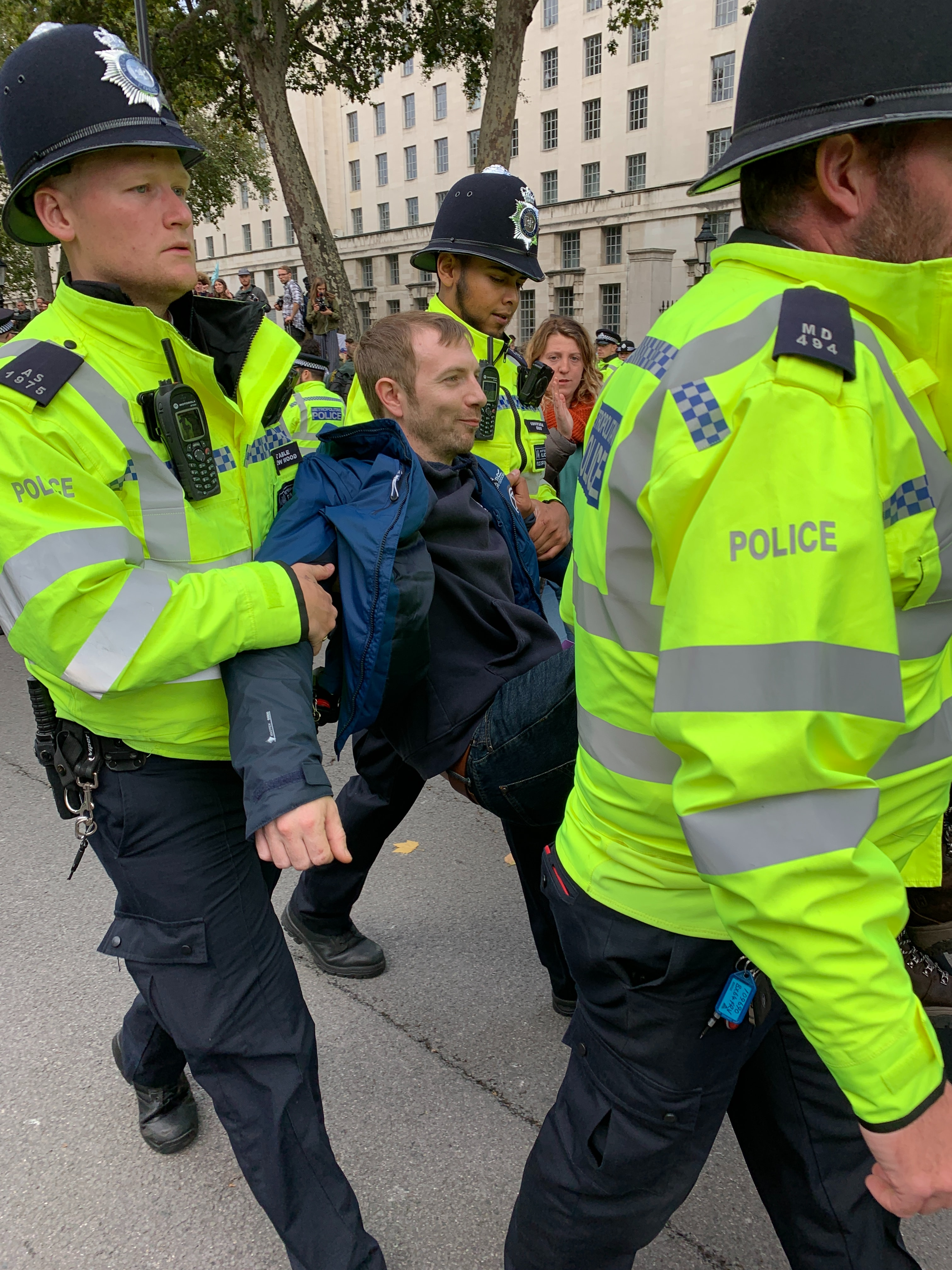
Більшість людей сприймає поліцію як законну владу, оскільки її становище в соціальній ієрархії дає їм право затримувати тих, хто порушує закон, як-от цього протестувальника проти вимирання.

## Легітимність влади
Упередження влади є більшим, коли авторитетна фігура, про яку йде мова, вважається легітимною, тобто вона приймається як така, що обіймає уповноважену позицію відносної влади та має право вимагати покори. Дослідження висвітлило певні важливі характеристики, які можуть позначати людину як законну авторитетну фігуру, посилюючи упередження авторитету, при цьому люди з більшою ймовірністю піддаються впливу таких осіб і підкоряються їм. Ці маркери можуть впливати на те, чи люди вважають людину авторитетом.

### Відносне положення в соціальній ієрархії
Усі суспільства структуровані за ієрархічною структурою, і часто ті, хто має вищий соціальний статус, знаходяться далі в ієрархії. Більшість людей визнає, що для того, щоб зберегти кооперативне, функціонуюче суспільство та уникнути соціального хаосу, певний ступінь індивідуального вибору має бути відданий авторитетним особам, які часто представляють урядові інституції, чия роль означає, що вони мають вищий статус у суспільній ієрархії. Наприклад, більшість визнає, що в системі кримінального правосуддя поліція має право здійснювати владу над іншими та затримувати правопорушників, оскільки їх роль вказує на їхнє становище в соціальній ієрархії та їхній авторитет. Це часто прищеплюється дітям змалку, коли батьки навчають їх підкорятися авторитетам, таким як вчителі та поліцейські, і сприймати думку авторитетів як правильну. Існує також тенденція приписувати більшу точність і поважати думки експертів, наприклад лікарів. Наприклад, більшість людей повністю довіряють своєму лікарю, який їх лікує, як довіреній авторитетній особі з високим соціальним статусом. Ця нормативна поведінка може бути корисним скороченням, але сліпе прийняття експертних порад може викликати проблеми, якщо стане автоматичною відповіддю. Це було продемонстровано дослідженням, проведеним психіатром Чарльзом Хофлінгом, який виявив, що 21 із 22 медсестер дали б пацієнтам потенційно смертельну дозу ліків, коли б про це попросив лікар, незважаючи на те, що їх інструкція суперечить офіційним вказівкам, які забороняють прийом препарату. Подібні дослідження в інших сферах суспільства продемонстрували проблеми, які можуть виникнути в результаті беззаперечного прийняття думок тих, хто має вищий статус у соціальній ієрархії.

### Уніформа
Зовнішній вигляд може означати соціальний статус особи та її відносне положення в соціальній ієрархії, а отже, чи сприймається вона як законна влада. При дослідженні упередження авторитету зовнішній вигляд, що проявляється в одязі, зокрема у формі, здається, має глибокий вплив на те, чи поважають людину та підкоряються їй як авторитетній фігурі. Дослідження, проведене Бікманом і його колегами, показало, що перехожі вдвічі частіше підкоряються співучаснику, одягненому як охоронець, а не молочник, коли особа просила виконати такі завдання, як зібрати сміття або позичити співучаснику монету для паркомата. Вплив уніформи на упередження авторитету є досить послідовним і надійним висновком, оскільки інші дослідження, такі як проведені Мілґремом, дійшли подібних висновків. У варіанті свого початкового експерименту Мілґрем виявив, що рівень слухняності впав з 65 % до 20 %, коли інструкції щодо ввімкнення електрошоку давав звичайний громадянин у цивільному одязі, а не дослідник (що позначається білим лабораторним халатом). У реальному світі упередженість уваги також може відігравати певну роль, коли люди вибірково приділяють більше уваги формі як важливому символу влади, приписуючи більшу точність думкам того, хто її носить, і демонструючи більшу покору цій фігурі у відповідь. Однак важливо визнати, що такі фактори, як уніформа, є ситуативними та легко змінюються. Таким чином, особа може маскуватися під авторитетну фігуру та може викликати упереджену реакцію на авторитет з боку інших, навіть якщо її влада може бути нелегітимною. Хоча ситуаційні фактори можуть вказувати на авторитетну особу, вплив упередження авторитету може бути сильнішим, коли такі ситуаційні фактори поєднуються з вродженими факторами, такими як стать.

### Стать
Докази також свідчать про те, що стать може бути важливою для позначення авторитетної особи. Підмножина упередження авторитету, а саме гендерне упередження авторитету, пояснює, як зокрема, жінки можуть бути більш сприйнятливими до упередження авторитету, ніж чоловіки. На додаток до того, що на жінок авторитети впливають більше, ніж на чоловіків, авторитети-жінки можуть бути менш впливовими, ніж їхні колеги-чоловіки. Дослідження показали, що і чоловіки, і жінки асоціювали чоловіків із високою владою, а жінок з низькою владою, показуючи, як стать може означати авторитетну фігуру та згодом впливати на упередження авторитету. Як наслідок, упередження підтвердження також може відігравати роль у тому, що люди інтерпретують як характеристику авторитетної особи; оскільки багато хто пов'язує роль вищого авторитету з чоловіками, упередженість підтвердження свідчить про те, що люди будуть схильні шукати, віддавати перевагу, інтерпретувати інформацію, що пригадується, яка відповідає цьому переконанню, увічнюючи це упередження, зміцнюючи ідею про те, що чоловіки є легітимнішими авторитетами. Ґендерне упередження авторитету була продемонстрована в різних секторах реального світу. У політиці дослідження лідерства за допомогою тесту імпліцитних асоціацій (IAT) виявили, що жінки-політичні лідери, як правило, стикаються з більшим опором своїй владі, ніж їхні колеги-чоловіки. Тому упередження авторитету посилюється, коли в політиці авторитетом є чоловік, а не жінка. У фінансовій сфері чоловікам часто віддають перевагу як авторитетним фігурам, оскільки вважають, що вони мають більший контроль над ресурсами та здатні приймати кращі рішення, про що свідчить той факт, що вони займають вищі посади та в середньому заробляють на 66 % більше, ніж жінки у фінансовій галузі. Дослідження також показують, що жінки більш сприйнятливі до упередження авторитетів, оскільки на них більше, ніж на чоловіків, впливають фейкові новини від авторитетної особи.

## Відкриття
До психологічних досліджень найпоширенішим прикладом цього явища було те, що люди підкорялися Гітлеру під час Другої світової війни, хоча такі наслідки були очевидними протягом усієї історії. Це пов'язано з плюралістичним невіглаством, за якого авторитетним особам підкоряються незалежно від аморальності.
Термін «упередження влади» вперше був згаданий у літературі стосовно упередження влади штату, де він просто вказував на перевагу продержавної чи антидержавної позиції на федеральних виборах у США.
Тим не менш, у літературі згадувалося про перше упередження авторитету як когнітивне упередження, яке було результатом експерименту Мілґрема, у якому воно використовувалося для пояснення покори авторитетам. Хоча Мілґрем безпосередньо не використовував термін «упередження авторитету» у своїй статті 1963 року, ефект слухняності, виявлений у його дослідженні, став основним прикладом упередження авторитету. Відкриття Мілґрема стали причиною того, чому люди під час Другої світової війни підкорялися Гітлеру; учасники добровільно підкорялися авторитетній особі (експериментатор у білому лабораторному халаті, що означає професіоналізм). Упередження авторитету ще більше посилюється через використання уніформи для позначення влади, що спочатку досліджувалося в ситуаційній змінній Мілґрема (де слухняність зменшилася, коли уніформу експериментатора змінили з лабораторного халата на повсякденний одяг), але далі відтворювалося через сумнозвісне дослідження Бікмана щодо слухняності, де охоронцям, швидше за все, підкоряються беззаперечно, що безпосередньо сприяє упередження авторитету.

## Реальні ефекти

### Реклама
Упередження авторитету використовується як маркетингова стратегія, щоб підвищити легітимність заяв про продукт. Поширеним прикладом у рекламі є випадки, коли компанії-виробники зубної пасти, такі як Sensodyne, рекламують обґрунтованість своїх тверджень, гарантуючи, що стоматологи носять лабораторні халати, що призводить до того, що споживач більше довіряє продукту та, як наслідок, з більшою ймовірністю придбає продукт.
Персоналізована реклама щодо політичного ставлення до голосування (зокрема, на виборах у США) спирається на упередження авторитету. Політичні кампанії спрямовані саме на жінок-виборців (які більш сприйнятливих до упередження), посилюються через використання соціальних мереж, у яких політичних лідерів та інших авторитетних осіб використовують у рекламних кампаніях для підвищення ефективності своїх претензій.

### Ліки
Ефект експертного ореолу є синонімом упередження авторитету у медицині, де експерт вважається безпомилковим. Проблеми виникають у фармацевтичних установах, коли нефахівці сліпо виконують команди експертів, що призводить до розповсюдження шкідливих ліків і неналежної практики охорони здоров'я.
Ще одна проблема щодо того, наскільки авторитетна особа вважається такою, що надає точну інформацію, є очевидною у таких випадках, як у випадку Віллі Джексона . Судова стоматологія помилково довела провину Джексона, але упередження авторитету зміцнила позицію лікаря в суді, оскільки судді мали упередження авторитету експерта. Отже, негативний ефект упередження авторитету призвів до неправомірних засуджень.

### Бізнес
Упередження авторитету демонструється у випадку впливу думки найбільш високооплачуваних людей, який описує, як співробітники та інші зацікавлені сторони в середовищі прийняття рішення схильні погоджуватися з думками та враженнями найбільш високооплачуваних людей в організації.

## Пояснення

### Еволюція
Еволюція встановила ієрархію домінування, в якій підкорятися авторитетним особам є еволюційною перевагою, оскільки авторитетні особи мають більший розподіл ресурсів та інших засобів виживання. Логічна помилка ad verecundiam є еволюційною, підкреслюючи, що експерти більш надійні через відсутність протилежної інформації, що підвищує надійність.

### Соціальні переваги
У будь-якому суспільстві різноманітна та широко прийнята система влади дозволяє розвивати складні структури для виробництва ресурсів, торгівлі, розширення та соціального контролю. Уявлення про слухняність і лояльність до законного правління інших є загальноприйнятими цінностями в шкільній, правовій, армійській та політичних системах. Сила упередження підкорятися законній владній фігурі походить від системних практик соціалізації, покликаних прищепити уявлення про те, що така покора є правильною поведінкою, і що справжні авторитетні особи зазвичай мають вищий рівень знань, мудрості та влади. У різних суспільствах терміни цього виміру відрізняються.  Як наслідок, упередження авторитету може бути вкорінене в основних соціальних нормах суспільства. Отже, повага до авторитету може відбуватися бездумно як свого роду короткий шлях прийняття рішень.

## Роль інших евристик і упереджень
Дослідження підтверджують силу упередження авторитету, проте в деяких випадках ефект незначний. Дослідження є просто кореляційним, і, отже, інші поведінкові ефекти, які відчуваються в поєднанні з упередженням авторитету, посилюють його вплив.

### Упередженість підтвердження
Індивідуальне упередження авторитету також може бути предметом упередженості підтвердження, тобто схильності шукати інформацію, яка підтверджує ваші власні переконання. Дослідження показують, що більші повноваження надаються фінансовим консультантам, які підтверджують існуючі думки, маючи на увазі, що упередження авторитету посилюється, коли вона збігається з упередженістю підтвердження.

### Ефект перемоги
Ефект перемоги полягає в тому, що люди приймають ідеології тих, хто їх оточує. Суспільство прихильно ставиться до думки авторитетних осіб, отже це думка більшості, яку підтримують інші.